# Iskra życia
Iskra życia – powieść niemieckiego pisarza Ericha Marii Remarque’a z 1952 r., tytuł oryginalny – Der Funke Leben. Tłumaczenie polskie – Wojnakowski Ryszard, REBIS, Poznań 2010 r.

## Ogólna charakterystyka
Wiosną 1945 roku więźniowie obozu koncentracyjnego w Mellern doczekali się wyzwolenia. Wśród ocalałych znaleźli się Bucher i jego ukochana Ruth Holland.
Powieść E.M. Remarque’a to przejmujące studium obozowego życia: okrucieństwa, specyficznych hierarchii i bezwzględnych zasad, na których tle tym wyraźniej ujawnia się zarówno człowieczeństwo, jak i wszelka nieludzkość.
Remarque z wielką znajomością ludzkiej psychiki zarysowuje charaktery i postawy bohaterów zza jednej i drugiej strony drutów, pokazując też, jak łatwo prześladowani mogą stać się prześladującymi.

## Postacie
- 509/Fredrich Koller – główny bohater, więziony od 12 lat
- Bucher – bliski przyjaciel 509, więzień
- Ruth Holland – ukochana Buchera, więźniarka damskiej części obozu
- Efraim Berger – sztubowy w bloku, przyjaciel 509, lekarz
- Karel – najmłodszy więzień małego obozu, zaradny chłopiec, wychowany przez więźniów w obozie
- Lebenthal – handlarz obozowy, przyjaciel 509
- Handke – zawistny i brutalny blokowy
- Goldstein – Więzień dużego obozu
- Lewińsky – Polak, więzień dużego obozu
- Weber – oficer SS w obozie, brutalny
- Steinbrenner – esesowiec, postrach więźniów
- Bruno Neubauer – SS-obersturmbannfuhrer, komendant obozu
- Dietz – SS-gruppenfuhrer